# Acanthonevra fuscipennis
Acanthonevra fuscipennis
 es una especie de insecto del género Acanthonevra de la familia Tephritidae del orden Diptera. 

## Historia
Macquart la describió científicamente por primera vez en el año 1843.